# Niszczyciele rakietowe typu Hobart
Niszczyciele rakietowe typu Hobart – typ niszczycieli Aegis (w nomenklaturze australijskiej: Air Warfare Destroyer – AWD, lub SEA 4000) Królewskiej Australijskiej Marynarki Wojennej. Nowy typ niszczyciela zastąpił fregaty rakietowe typu Adelaide, przejmując od nich zadania obrony obszaru powietrznego oraz walki przeciwpodwodnej. Trwają także obecnie rozważania nad wyposażeniem okrętów nowego typu w zdolność zwalczania pocisków balistycznych, opartą na amerykańskim systemie antybalistycznym Aegis BMD. Nowy typ niszczycieli oparty został na hiszpańskich konstrukcjach fregat typu Álvaro de Bazán (F100) z wyposażeniem w zakresie systemu Aegis dostarczanym przez amerykańskie koncerny Raytheon oraz Lockheed Martin. Ogółem wybudowano trzy jednostki tego typu: „Hobart”, który wszedł do służby w 2017 roku, „Brisbane” (2018) i „Sydney” (wodowany w 2018 roku).
W 2021 roku australijski premier Scott Morrison ogłosił, że Australia kupi amerykańskie taktyczne pociski manewrujące BGM-109 Tomahawk dla niszczycieli typu Hobart. 

## Okręty
- HMAS Hobart (DDG 39) – wodowanie 23 maja 2015 roku[3], przyjęcie do służby 23 września 2017 roku[4].
- HMAS Brisbane (DDG 41) – położenie stępki 3 lutego 2014 roku[5], wodowanie 15 grudnia 2016 roku[6], wejście do służby 27 października 2018 roku.
- HMAS Sydney (DDG 42) – położenie stępki 19 listopada 2015 roku[7], wodowanie 19 maja 2018 roku[8], wejście do służby 28 lutego 2020 roku.